# Khieu Kanharith
Đây là tên người Campuchia, họ viết trước, tên viết sau: họ là Khieu. Tuy vậy, tên người Campuchia hiện đại theo kí tự Latin thường được viết theo thứ tự Tây phương (tên trước họ sau). Ngoài ra, tên còn có thể kèm các danh hiệu tôn xưng phía trước.
Khieu Kanharith (sinh ngày 13 tháng 9 năm 1951) là Bộ trưởng Bộ Thông tin Campuchia. Khieu trước đây là một biên tập viên báo, lần đầu tiên được bầu vào Quốc hội Campuchia vào năm 1981. Ông bị bắt giam vào năm 1990 vì bị nghi ngờ tiến hành các hoạt động bất đồng chính kiến; năm 1991, Thủ tướng Hun Sen đề nghị ông làm cố vấn và sau đó ông được thăng chức Bộ trưởng vào năm 1992.
Khieu sinh ra tại Phnôm Pênh là con của Khieu Than, một viên chức hải quan và vợ là Lor Lienghorn. Ông cũng là một tác giả và dịch giả, đã sản xuất bản trái phép cuốn tiểu thuyết Shōgun của James Clavell bản tiếng Khmer mà ông tự in bằng tiền riêng của mình.